# Dienis Lebiediew
Dienis Aleksandrowicz Lebiediew (ros. Денис Александрович Лебедев; ur. 14 sierpnia 1979 w Starym Oskole) – rosyjski bokser, były mistrz świata organizacji WBA i IBF w kategorii junior ciężkiej (do 200 funtów).

## Kariera zawodowa
Na zawodowych ringach Lebiediew zadebiutował 27 lutego 2001. Zmierzył się wówczas z Tejmurazem Kekelidze, pokonując go na punkty po sześciu rundach.
Już w trzeciej zawodowej walce dostał szansę pojedynku z Marokańczykiem Nourdinem Melikhem o tytuł międzynarodowego mistrza Rosji w wadze ciężkiej. Rosjanin zwyciężył walkę przez techniczny nokaut w trzeciej rundzie (później dwukrotnie stawał do walki o ten tytuł). 26 grudnia 2001 roku jego przeciwnikiem był Uzbek Rihsiboy Shamirzaev. Lebiediew pokonał go w dziewiątej rundzie przez techniczny nokaut. Przed kolejną szansą wywalczenia tegoż tytułu Rosjanin stanął w 2004 roku, mierząc się z Artiomem Wyczkinem. Po raz trzeci został międzynarodowym mistrzem Rosji w boksie, pokonując swojego rodaka jednogłośnie na punkty.
W lipcu 2010 roku znokautował w drugiej rundzie Aleksandra Aleksiejewa w pojedynku, którego stawką było zmierzenie się z Markiem Huckiem o mistrzostwo świata WBO. Do konfrontacji tej doszło 18 grudnia 2010 roku. Po wyrównanej walce Rosjanin uległ Niemcowi niejednogłośnie na punkty (116-112, 113-115, 113-115), choć zdaniem wielu ekspertów werdykt w tej walce był niesłuszny.
21 maja 2011 roku walczył w Moskwie z wielokrotnym mistrzem świata, Royem Jonesem Juniorem. Pokonał go przez nokaut na dwie sekundy przed końcem walki. 4 listopada 2011 zmierzył się z innym utytułowanym pięściarzem, Jamesem Toneyem. Wygrał z nim wysoko na punkty, zdobywając tymczasowe mistrzostwo świata federacji WBA. 30 października 2012 został pełnoprawnym mistrzem WBA.
17 maja 2013 roku doszło do pojedynku z Guillermo Jonesem. Jones znokautował Rosjanina w jedenastej rundzie i ponownie został pełnoprawnym mistrzem WBA. Po walce okazało się, że Panamczyk używał niedozwolonych środków dopingujących. Ostatecznie WBA w październiku 2013 roku odebrała mu tytuł mistrzowski.
27 września 2014 w Moskwie Lebiediew wygrał przez nokaut w drugiej rundzie z Polakiem Pawłem Kołodziejem.
10 kwietnia 2015 w drugiej obronie pasa na moskiewskiej gali pokonał jednogłośnie na punkty 116:112, 115:112 i 115:111 tymczasowego mistrza WBA, Francuza   Youriego Kalengę (21-2, 14 KO).
21 maja 2016 w Moskwie wygrał przez techniczny nokaut w drugiej rundzie z mistrzem IBF Argentyńczykiem Victorem Emilio Ramirezem (22-3-1, 17 KO),  unifikując tytuły kategorii junior ciężkiej  WBA i IBF.
3 grudnia 2016 w Moskwie przegrał niejednogłośnie na punkty 114:113, 116:112 i 116:111 z rodakiem Muratem Gasijewem (24-0, 17 KO), tracąc tytuł mistrza świata federacji IBF kategorii junior ciężkiej.
9 lipca 2017 roku obronił pas mistrza świata federacji WBA, pokonując na punkty w Jekaterynburgu Australijczyka Marka Flanagana (22-4, 15 KO).
1 lutego 2018  pozostającego nieaktywny od lipca ubiegłego roku Rosjanina, kiedy to pokonał Flanagana. Dlatego włodarze federacji zadecydowali przyznać mu status "mistrza w zawieszeniu", zaś swoim nowym "super czempionem" mianowali Kubańczyka Yuniera Dorticosa (22-0, 21 KO).
24 listopada 2018 w Monte Carlo, pokonując na punkty  po jednostronnym pojedynku  (117-111, 119-109 i 119-109) Amerykamina Mike'a Wilsona
21 grudnia 2019 w Krasnojarsku przegrał na punkty 112:115, 109:118 i 107:120 z reprezentantem RPA Thabiso Mchunu (22-5, 13 KO).